# Jacek Poniedziałek
Jacek Poniedziałek est un acteur polonais, né le 6 août 1965 à Cracovie.

## Biographie
Il naît et grandit à Cracovie. Son père meurt quand il a quatre ans, et un de ses frères meurt de maladie à l'âge de vingt. Adolescent, il est fan du groupe Maanam et par la chanteuse Kora. À la faculté de communication, il monte en scène avec d'autres étudiants une pièce d'Andrzej Bursa, et décide d'entrer à l'École nationale supérieure de théâtre Ludwik-Solski.
Il entre au Théâtre Stary de Cracovie où il joue auprès de Jerzy Jarocki. En 1991-1992, il travaille au Théâtre Juliusz-Słowacki. 
En 1999, il joue dans Hamlet mis en scène par Krzysztof Warlikowski au TR Warszawa, puis en 2001 en France. En 2007, il joue dans Angels in America au TR Warszawa puis au Festival d'Avignon.
Il fait son coming out en 2005, ayant alors un rôle récurrent dans la série télévisée populaire M jak miłość.
En 2008, il entre au Novy Teatr de Varsovie, où il traduit des pièces de théâtre américaines mises en scène par Krzysztof Warlikowski. Il a notamment traduit les pièces Cleansed de Sarah Kane, Krum and Suitcase Packers de Hanoch Levin, Angels in America de Tony Kushner, A Streetcar Named Desire de Tennessee Williams, et Nickel Stuff de Bernard-Marie Koltès.
Avec Anna Smolar, il a monté le spectacle musical Enter au Nowy Teatr (pl) de Varsovie.
Il a longtemps été le compagnon du metteur en scène Krzysztof Warlikowski.
En 2019, il participe à un spot pour la Campagne contre l'homophobie.
En 2020, il joue dans l'adaptation au théâtre par Katarzyna Kalwat de Retour à Reims de Didier Eribon. Cette expérience lui inspire un livre autobiographique qui paraît en 2021.

## Filmographie partielle

### Cinéma
- 2004 : Trzeci de Jan Hryniak
- 2009 : Tribulations d'une amoureuse sous Staline
- 2011 : La Bataille de Varsovie, 1920 : Józef Haller
- 2015 : Ziarno prawdy de Borys Lankosz : Klejnocki
- 2018 : Eter de Krzysztof Zanussi : docteur
- 2021 : Nos peurs et nos espoirs : Karol, un commissaire d'exposition d'art
- 2021 : Opération Hyacinthe : le dignitaire

### Télévision
- 2003-2008 : M jak miłość : Rafał Lubomski
- 2007 : Ekipa de Kasia Adamik : Wojciech Wandurski
- 2009 : Na Wspólnej : Nowicki

## Œuvres
- (pl) Jacek Poniedziałek, Wyjście z cienia, Czerwone i Czarne, 2010 (ISBN 9788377000120).
- (pl) Jacek Poniedziałek, (Nie)dziennik, W.A.B., 2021 (ISBN 978-83-280-8513-8).